# Ибипитанга
Ибипитанга (порт. Ibipitanga)  —  муниципалитет в Бразилии, входит в штат Баия. Составная часть мезорегиона Юго-центральная часть штата Баия. Входит в экономико-статистический  микрорегион Бокира. Население составляет 13 546 человек на 2006 год. Занимает площадь 954,373 км². Плотность населения — 14,3 чел./км².

## Статистика
- Валовой внутренний продукт на 2003 год составляет 30 318 882,00 реалов (данные: Бразильский институт географии и статистики).
- Валовой внутренний продукт на душу населения на 2003 год составляет 2247,84 реалов (данные: Бразильский институт географии и статистики).
- Индекс развития человеческого потенциала на 2000 год составляет 0,625 (данные: Программа развития ООН).